# Chris Langridge
Chris Langridge, född den 2 maj 1985 i Epsom, är en brittisk badmintonspelare.
Han tog OS-brons i herrdubbel i samband med de olympiska badmintonturneringarna 2016 i Rio de Janeiro..